# Levi K. Fuller

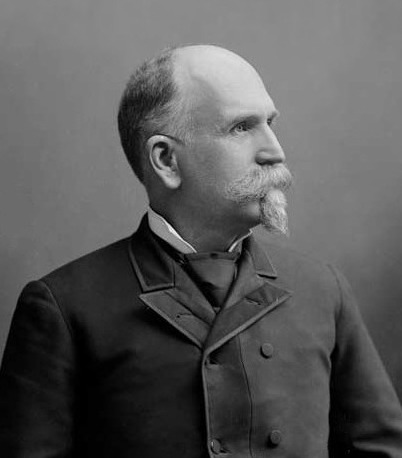
Levi Knight Fuller

Levi Knight Fuller, född 24 februari 1841 i Westmoreland, New Hampshire, död 10 oktober 1896 i Brattleboro, Vermont, var en amerikansk republikansk politiker och uppfinnare. Han var den 44:e guvernören i delstaten Vermont 1892–1894.
Fuller arbetade som ingenjör på Estey Organ Company där han avancerade till vice verkställande direktör och gifte sig med ägarens dotter Abby Estey. Fuller fick patent för över hundra uppfinningar och byggde sitt eget observatorium.
Fuller tjänstgjorde som viceguvernör i Vermont 1886–1888 under guvernör Ebenezer J. Ormsbee. År 1892 vann han guvernörsvalet i Vermont och under den tvååriga mandatperioden förbättrades delstatens skolsystem.
Baptisten Fuller gravsattes på Morningside Cemetery i Brattleboro.